# 80 př. n. l.

## Úmrtí
- Laevius, římský básník (* pravděpodobně na konci 2. století př. n. l.)

## Hlavy států
- Římská říše – Sulla (82–79 př. n. l.)
- Pontus – Mithridatés VI. Pontský (doba vlády asi 120 př. n. l. – 63 př. n. l.)[1]
- Parthská říše – Gótarzés I.? (91/90 – 81/80 př. n. l.) » Oródés I. (81/80 – 78/77 př. n. l.)
- Egypt – Bereníké III. (81 – 80 př. n. l.) » Ptolemaios XI. Alexandros II. (80 př. n. l.) » Ptolemaios XII. Neos Dionýsos (80 – 51 př. n. l.)
- Čína – Čao-ti (dynastie Západní Chan)
- starověká Arménie – Tigranés Veliký (doba vlády 95 př. n. l. – 55. př. n. l.)[2]